# Parafia św. Mikołaja w Pierśćcu
Parafia pod wezwaniem Świętego Mikołaja w Pierśćcu – parafia rzymskokatolicka znajdująca się w Pierśćcu. Należy do dekanatu Skoczów diecezji bielsko-żywieckiej. Erygowana w 1785, kościół parafialny wybudowano w latach 1887–1888. W 2005 zamieszkiwało ją około 1800 katolików.
Obecnie istniejący kościół wpisano do rejestru zabytków nieruchomych województwa śląskiego (A/918/2021 z 10 grudnia 2021).

## Kult św. Mikołaja w Pierśćcu
Katolicki kościół parafialny w Pierśćcu stanowi Sanktuarium św. Mikołaja (jedno z nielicznych w Polsce). Historia wioski jest ściśle związana z kultem łaskami słynącej figury św. Mikołaja, trwającym ponad 400 lat. W 1616 r. pożar strawił całą wieś – uratowano jedynie figurę św. Mikołaja – co uznano za fakt cudowny i znak. Przybywają tu pielgrzymki oraz indywidualni pielgrzymi.